# Permanent Sunlight
«Permanent Sunlight» es el sencillo de No Devotion. Fue lanzada el 17 de agosto de 2015.

## Vídeo musical
Durante en Behind-the-Scenes, el vocalista Geoff Rickly habló de sus influencias visuales y su deseo de diseñar "algo que hacía juego con la energía de la canción, que hacía juego con el brillo de la canción." Como todo tipo de proyecciones de arte-deco emparejar para arriba con su desempeño silueteado, es una misión sorprendente logrado. 
Su video musical fue publicado el 17 de noviembre de 2015.

## Listado de canciones
Todas las canciones escritas y compuestas por No Devotion. 
| N.º | Título               | Duración |  |
| 1.  | «Permanent Sunlight» | 4:36     |  |

## Personal
- Geoff Rickly - voces
- Lee Gaze - guitarra principal, coros
- Mike Lewis - guitarra rítmica, coros, bajo, coros
- Stuart Richardson - bajo, coros
- Jamie Oliver - teclados, sintetizador, coros
- Matt Tong  - batería, percusión